# Vincebus Eruptum
Albums de Blue Cheer
Outsideinside
(1968)
Vincebus Eruptum est un album du groupe Blue Cheer, paru en 1968.
Le rock psychédélique y prédomine, l'album est toutefois considéré comme l'un des premiers albums de hard rock et un élément fondateur du heavy metal.
Il est cité dans l'ouvrage de référence de Robert Dimery Les 1001 albums qu'il faut avoir écoutés dans sa vie.

## Liste des titres
1. Summertime Blues (Jerry Capehart/Eddie Cochran) – 3:47
2. Rock Me Baby (Josea/B. B. King) – 4:22
3. Doctor Please (Dickie Peterson) – 7:53
4. Out of Focus (Dickie Peterson) – 3:58
5. Parchment Farm (Mose Allison) – 5:49
6. Second Time Around (Dickie Peterson) – 6:17

## Crédits
- Dickie Peterson - chant et guitare basse
- Leigh Stephens - guitare
- Paul Whaley - batterie